# Осборн, Альфред Герберт Эрнест
А́льфред Ге́рберт Э́рнест О́сборн (англ. Alfred Herbert Ernest Osborne; в 1993—2010 годах — епи́скоп Васи́лий, англ. bishop Basil; 12 апреля 1938, Александрия, Египет) — британский религиозный деятель и филолог американского происхождения; бывший епископ Русской и Константинопольской православных церквей, лишённый сана и монашества по собственному желанию. Автор работ по богословию и патристике.
Получил филологическое образование в США, с 1966 года работал в Великобритании. Привлечён митрополитом Сурожским Антонием (Блумом) к церковному служению и рукоположён им в 1969 году — в сан диакона и в 1973 году — в сан священника. Служил на приходах Сурожской епархии в Кембридже и Оксфорде. 7 марта 1993 года был хиротонисан во епископа Сергиевского, викария Сурожской епархии. При этом митрополитом Сурожским Антонием и ближайшим окружением последнего рассматривался как преемник митрополита Антония на должности главы Сурожской епархии, по представлению которого он был назначен её временным управляющим в 2003 году.
Будучи викарием Сурожской епархии, с недоверием относился к руководству Русской православной церкви, постсоветской России, а также к выходцам из бывшего СССР, массово приезжавшим на Британские острова после падения «железного занавеса» и не вписавшимся, по его мнению, в местную церковную традицию. Под последней им понимались «литургический стиль», отличавшийся от принятого в остальных епархиях Московского патриархата, устав Сурожской епархии, который не был одобрен Священным Синодом, и иные обычаи, сложившиеся в епархии до 1990-х годов. Активно выступая за сохранение данных традиций, фактически отстранился от окормления новоприбывших прихожан.
Данные убеждения привели его к конфликту с руководством Русской православной церкви, значительной частью клириков и мирян Сурожской епархии и в конечном счёте к решению покинуть Русскую православную церковь. Активная фаза конфликта началась в 2002 году в связи с недолгим пребыванием в епархии епископа Илариона (Алфеева) и завершилась отстранением Осборна от управления Сурожской епархией в мае 2006 года и уходом в Константинопольский патриархат, куда он был принят 8 июня 2006 года вместе с некоторыми клириками Сурожской епархии, составившими викариатство Великобритании и Ирландии внутри Западноевропейского экзархата русских приходов, подчинённого Константинопольскому патриархату. При этом он попытался сохранить за собой счета епархии и собор Успения Божией Матери и Всех Святых в Лондоне, но проиграл судебную тяжбу. 28 ноября 2009 года был уволен на покой по собственному желанию, а 12 февраля 2010 года лишён сана и расстрижен в связи с намерением жениться. После этого отошёл от церковной деятельности.

## Биография

### Ранние годы
Родился 12 апреля 1938 года в городе Александрия (Египет) в семье бизнесмена, но в 1941 году его семья переселилась в США. По рождению был протестантом.
Во время учёбы в средней школе в возрасте 13-16 лет посещал пресвитерианскую церковь, но в конце концов он вообще бросил церковную жизнь.
В 1956 году поступил в Университет Буффало (штат Нью-Йорк) по специальности древние языки — греческий и латынь.
Познакомился с православием в 1957 году благодаря священнику Михаилу Гельзингеру, профессору классической филологии Университета Буффало, у которого также был небольшой англоязычный Богоявленский приход в Буффало. Принял крещение с именем Василий. В течение нескольких лет пел в хоре этого храма, пока не завершил своё обучение там.
В 1959—1962 годы служил в американских войсках, дислоцированных во Франции. Там он встретил свою будущую жену Рэйчел.
В 1962 году демобилизовался, в том же году женился; продолжил обучение в Университете Буффало, который окончил в 1963 году.
В том же году поступил на классическое отделение Университета Цинциннати, штат Огайо, где получил докторскую степень в 1969 году за диссертацию о Татиане Сирийском.
В 1966 году, в ходе работы над докторской диссертацией по классической филологии, приехал в Великобританию на стажировку к Константину Трипанису, профессору греческого языка Оксфордского университета.

### Диакон и священник Сурожской епархии
В 1969 году рукоположён митрополитом Сурожским Антонием (Блумом) в сан диакона.
В 1971 году окончил богословский факультет Оксфордского университета.
В 1972 году устроил православный храм при гастхаусе для студентов в Оксфорде и воскресную школу при нём.
В 1973 году оксфордский приход обратился к митрополиту Антонию с просьбой рукоположить диакона Василия в сан священника, и митрополит спросил, желает ли он этого. Это было трудное решение, но он согласился. Спустя несколько дней ему позвонили из Университета Цинциннати и сказали, что член отдела классической филологии только что умер, в связи с чем Василию Осборну было предложено вернуться и занять эту должность. Он отказался возвращаться в университет и был рукоположён в 1973 году на праздник Покрова.
Был назначен настоятелем храмов Благовещения Пресвятой Богородицы в Оксфорде и во имя преподобного Ефрема Сирина в Кембридже. Благовещенский храм был построен в 1973 году совместно русской и греческой православными общинами и использовался ими совместно. Был членом епархиального собрания и совета Сурожской епархии.
В 1980 году при Сурожской епархии началось издание журнала «Сурож», редактором которого стал Василий Осборн.
С 1981 год возглавлял епархиальную комиссию по переводу литургических текстов на английский язык.
В 1991 году скончалась его супруга Рэйчел. В их семье было трое детей: Иаков (1962), Михаил (1972) и Мария (1976).
20 июля 1990 года по просьбе митрополита Сурожского Антония Священный синод назначает епископа Анатолия (Кузнецова) викарием Сурожской епархии, однако в самой Сурожской епархии он был встречен враждебно: «Настроения были радикальные: если что, мы уходим в Константинополь. Митрополит Антоний этого опасался, но что поделаешь: многие местные боялись советской власти, „советских“ архиереев. Меня они приняли только благодаря уговорам и авторитету владыки. Но в 1991 году у одного из местных священников — Василия Осборна из Оксфорда — умерла жена. Тут же на владыку Антония пошло давление, которому он не смог противостоять. Давление касалось роли и будущего Василия Осборна»

### Епископ Сергиевский
22 февраля 1993 года по просьбе митрополита Антония Священный Синод Русской православной церкви избрал Василия Осборна вторым викарием Сурожской епархии с титулом «Сергиевский». Такой же титул носил епископ Антоний (Блум) до назначения епископом Сурожским. Назначение второго викария в весьма небольшую по численности Сурожскую епархию было знаком особого доверия к митрополиту Антонию (Блуму) со стороны священноначалия Московского Патриархата.
Вскоре митрополитом Антонием был пострижен в рясофор. По словам митрополита Илариона (Алфеева), митрополит Сурожский Антоний по принципиальным соображениям не постригал Василия в мантию. Возведён в сан архимандрита.
7 марта 1993 года в кафедральном Успенском соборе Лондона состоялась его хиротония во епископа Сергиевского, викария Сурожской епархии. Хиротонию совершили митрополит Сурожский Антоний (Блум), архиепископ Фиатирский и Великобританский Григорий (Феохарус) (Константинопольский Патриархат), архиепископ Керченский Анатолий (Кузнецов) и епископ Диоклийский Каллист (Уэр) (Константинопольский Патриархат).
В этот период в связи с падением «железного занавеса», на британские острова устремились выходцы из бывшего СССР: трудовые мигранты, студенты, деятели культуры, бизнесмены, туристы; значительная часть которых исповедовала православие и желала посещать как правило храмы Московского патриархата, чья традиция была им наиболее близка. Как отмечал представитель белой эмиграции и прихожанин Успенского собора в Лондоне Николай Кульман, «приехала очень разношерстная и очень сложная публика. Но у них появились духовные потребности. Эти люди начали приходить к Церкви <…> Многие, что вполне понятно, решили, что храм, церковь — это способ поддерживать связь с Россией. Но владыка Василий… <…> не смог справиться с этой ситуацией. <…> Он <…> с трудом говорит на ломаном русском языке. Он не очень коммуникабельный человек, не очень умеет общаться… И потом, он человек… такой холодный». Хотя их число со временем значительно превысило количество прихожан, бывших в епархии до этого, епископ Василий отказался как либо подстраивать под них заведённые порядки в епархии, в первую очередь ввести уставные богослужения на церковнославянском языке вместо особого «литургического стиля», сложившегося в епархии под влиянием митрополита Антония и организовать полноценное духовное окормление новоприбывших русскоязычных прихожан. Это способствовало возникновению напряжения между новоприбывшими прихожанами и старожилами. Как отмечал священник Михаил Дудко «возникла напряженность среди мирян, не имеющих возможности исповедоваться и участвовать в других церковных таинствах».
Сам епископ Василий в интервью BBC признавал, что церковная община «в том виде, как создавалась митрополитом Антонием, никогда не насчитывала более 2-3 тысяч верующих. А сейчас нас просят принять большое количество русскоязычных верующих, прибывших в Британию в последние годы, возможно, 200—250 тысяч человек. Нам это не по силам. А если и попытаемся осуществить это должным образом, то придется радикально менять основу и сущность епархии». Николай Кульман отмечал: «Приход у нас стал очень большой, потому что приехало очень много русских. И знаете, что владыка Василий сейчас предлагает сделать? Ввести какую-то пропускную систему: пускать в храм тех русских, которые его устраивают, и не пускать тех, которые его не устраивают. Как же так? Я всегда думал, что в церковь нужно всех пускать». По мнению Сергея Чапнина: «И епископ Василий, и часть духовенства и прихожан страстно желали, чтобы их церковная жизнь осталась „междусобойчиком“, где все наслаждаются „духовностью“ и „хранят наследие митрополита Антония“». Известный миссионер диакон Андрей Кураев сравнил созданные в Великобритании приходы с клубами по интересам, где были не рады чужакам, а про действия епископа Василия сказал, что «епископ, который сам отгоняет от себя большинство своей паствы, тем самым признается в своей профессиональной несостоятельности. В связи с полным служебным несоответствием такого надо увольнять. То есть — лишать сана».
В 1996 году митрополит Сурожский Антоний (Блум) был удостоен звания почётного доктора Кембриджского университета, в связи с чем была высказана мысль создания богословского института. Для воплощения в жизнь данной идеи была создана рабочая группа под председательством епископа Василия. 9 июня 1999 года когда был основан Институт православных исследований в Кембридже, епископ Василий стал его председателем правления и преподавателем. Как писал епископ Иларион (Алфеев) в 2002 году, «епископ Василий и возглавляемый им совет директоров систематически разрушали институт: сначала отстранили о. Иоанна [Джиллионса] от исполнения обязанностей ректора, затем, не найдя ему адекватную замену, отправили его в отставку, спровоцировали отставку епископа Каллиста с поста президента, не допустили к преподаванию меня, приостановили сбор средств, уволили почти всех сотрудников. В настоящее время институтом управляет восемь директоров и свыше двадцати попечителей, однако учится в нём на стационаре всего двое студентов».

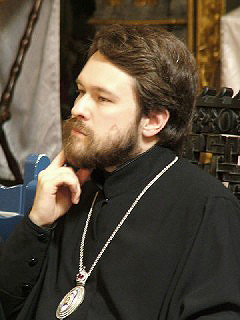
Епископ Иларион (Алфеев) в 2008 году

27 декабря 2001 года Священный Синод Русской православной церкви почислил на покой архиепископа Керченского Анатолия (Кузнецова). Вместо него архиепископом Керченским был избран игумен Иларион (Алфеев). Негативно встретил епископа Илариона, которого по словам последнего, рассматривал как своего конкурента на занятие Сурожской кафедры. 25 мая 2002 года на созванном им епархиальном собрании «в крайне эмоциональной форме высказался по поводу моего назначения в епархию, сказав, что до моего назначения он жил „как в раю“, а теперь все изменилось. Резкие слова были сказаны в адрес Священного Синода, принявшего решение о рукоположения наместника Троице-Сергиевой Лавры архимандрита Феогноста во епископа с титулом „Сергиево-Посадский“, что дублирует титул Владыки Василия — „Сергиевский“. Владыка Василий также обвинил Московский Патриархат в том, что он будто бы занял ошибочную позицию по отношению к своим зарубежным епархиям: Москву якобы интересуют только русские, а до иностранцев ей дела нет. Свое выступление епископ Василий прерывал возгласами, обращенными ко мне: „Не смотрите на меня так!“ Закончил словами: „У меня нет будущего в Московском Патриархате, и вы, конечно, с этим согласитесь“». В интервью ВВС в 2006 году епископ Василий отмечал: «Трудности, которые мы сейчас переживаем, в сущности, начались за много лет до кончины митрополита Антония, но по-настоящему всплыли на поверхность во время пребывания в Англии владыки Илариона (Алфеева)», а про возникший в епархии раскол он сказал, что «это раскол между теми, кто хочет, чтобы епархия продолжала жить и развиваться в направлении, в котором она жила и развивалась под водительством митрополита Антония, и теми, кто хотел бы, чтобы жизнь епархии и составляющих её приходов не просто жёстче контролировалась Московским Патриархатом, но полностью воспроизводила тот тип церковной жизни, к которому они привыкли в России».
Как установила комиссия по расследованию кризисной ситуации в Сурожской епархии, в 2002 году убеждал митрополита Антония перейти в Константинопольский Патриархат, что вызвало резкое неприятие со стороны митрополита Антония. Вместе с тем митрополит Антоний, подтверждая свою верность Московскому Патриархату, тщательно хранил самобытность епархии, что впоследствии было перетолковано носителями сепаратистских настроений в своих целях. В 2002—2003 годы русскоязычные прихожане Успенского собора в Лондоне обращались с письмами в Московскую Патриархию, в которых отмечалось, что на приходе не хватает русскоязычных священников для совершения богослужения и особенно для исповеди, английский язык в богослужении постепенно занимает всё большую долю, непропорциональную фактическому английскому присутствию в соборе. Констатировалось отсутствие доверия епископу Василию, который высказывался о возможности перехода в юрисдикцию Константинопольского Патриархата.
30 июля 2003 года решением Священного Синода назначен временно управляющим Сурожской епархии вместо уволенного на покой по собственному прошению митрополита Антония. При этом по отзыву Ирины Кирилловой митрополит Антоний «понимал, что сменивший его владыка Василий (Осборн) не сможет поднять, понести этот „груз“, не сможет руководить епархией». 4 августа 2003 года митрополит Антоний скончался.
Вскоре после этого дал интервью в духе лояльности руководству Московского Патриархата, опубликованное на сайте «Седмица.Ru», в котором в частности говорил: «Владыка Антоний завещал нам служить Богу и людям в лоне Русской Православной Церкви, трудиться под омофором Святейшего Патриарха Московского и всея Руси Алексия II. Сейчас наша главная задача — объединить людей, работать вместе. Кроме того, мы не должны забывать про основные пастырские послушания: окормление русской православной диаспоры и поддержку малых православных общин в провинциях Великобритании». Кроме того он заявил, что конфликт, возникший в связи с приездом епископа Илариона, полностью исчерпан.
Как указывается в Сообщении Службы Коммуникации ОВЦС МП о работе комиссии по расследованию кризисной ситуации в Сурожской епархии: «Период с июля 2002 года по декабрь 2005 года свидетели называют относительно спокойным. Все свидетели отмечали похороны митрополита Антония как исключительно значимое для епархии событие, объединившее в духовном смысле всех ее членов. Многочисленные документы свидетельствуют о том, что епископ Василий и клирики епархии в этот период выступали в поддержку инициатив Московского Патриархата в области церковного строительства в Западной Европе».

### Уход из Московского патриархата

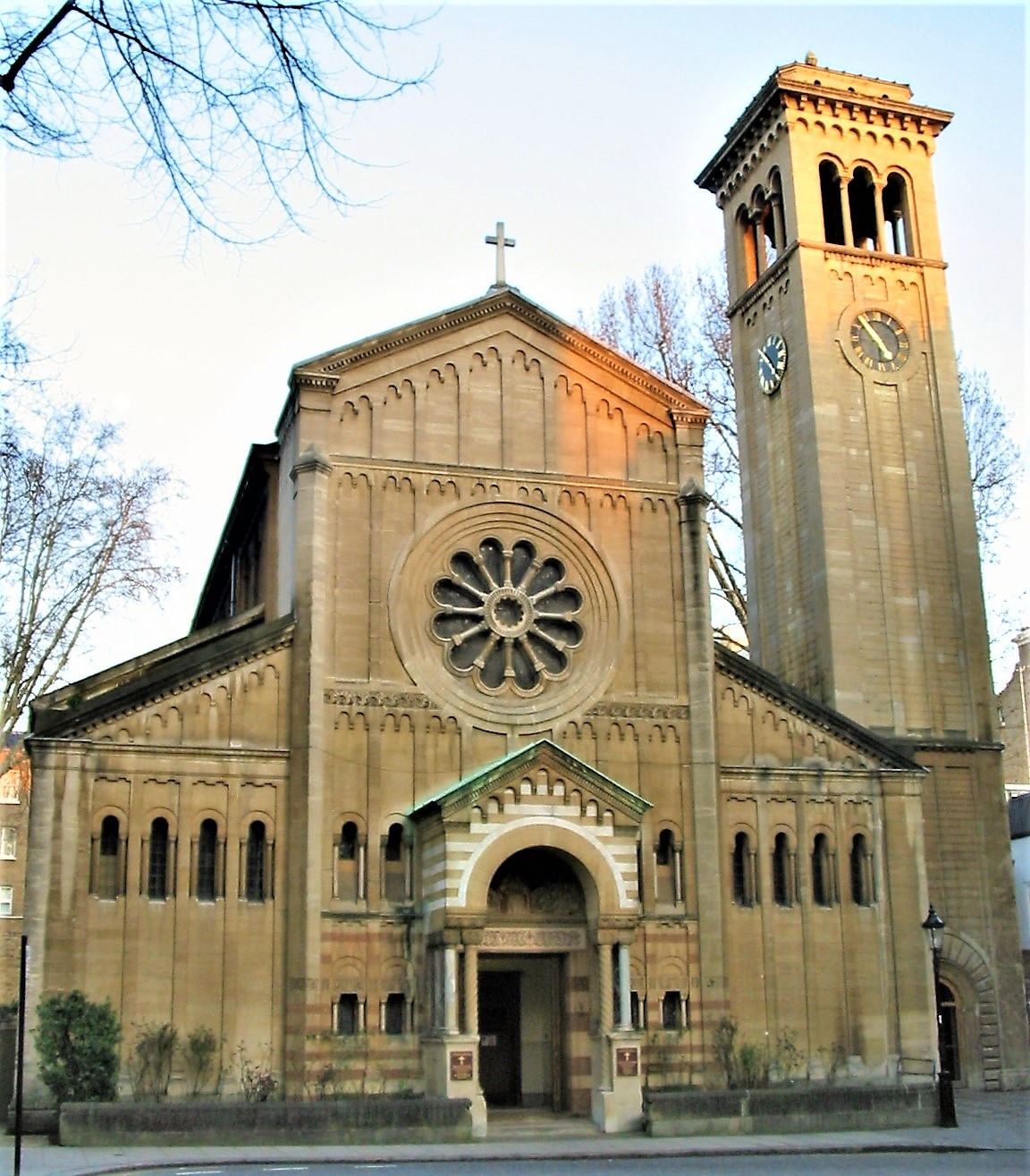
Собор Успения Божией Матери и Всех Святых в Лондоне. 2008 год

Чтобы разрешить вопрос с окормлением русскоязычных прихожан Успенского собора в Лондоне по личной настоятельной просьбе епископа Василия из России в Лондон прибыл протоиерей Андрей Тетерин. Хотя изначально он пользовался авторитетом у всех прихожан собора, вскоре он стал выразителем интересов и потребностей части прихожан, хотевших приведения приходской практики в соответствие со сложившейся в России. Начиная с декабря 2005 года он подвергал резкой критике не только сложившуюся на приходе богослужебную практику, но и руководство епархии и клириков собора. В ответ епископ Василий запретил протоиерея Андрея Тетерина в священнослужении, а также запретил ему появляться и в храме, что, как отмечалось в Сообщении Службы Коммуникации ОВЦС МП о работе комиссии по расследованию кризисной ситуации в Сурожской епархии, «является мерой, немыслимой с точки зрения канонов».
Подобные действия вызвали возмущение у значительной части русскоязычных прихожан, что выразилось в полемике в Интернете и письмах в Москву с просьбой о поддержке. К полемике подключился и сам Андрей Тетерин, который в переписке с епископом Василием «использовал неуважительные и неприличные выражения».
Весной 2006 года окончательно решил покинуть Русскую православную церковь и присоединиться к Константинопольскому Патриархату. По словам эксперта по вопросам религии Феликса Корли, епископ Василий хотел бы присоединиться к «Вселенскому патриархату в Константинополе», поскольку тот больше отвечает «либеральным, ориентированным на запад ценностям». Такая позиция вызвала резкое недовольство многих прихожан. В Сообщении Службы Коммуникации ОВЦС МП о работе комиссии по расследованию кризисной ситуации в Сурожской епархии отмечалось: «Выбор момента перехода в юрисдикцию Константинопольского Патриархата некоторыми свидетелями объясняется приближавшимися перевыборами Приходского совета. В связи с ростом числа новых русскоязычных прихожан, имеющих право голоса, большинство в Совете, могли получить сторонники единства с Московским Патриархатом. Это затрудняло перевод собственности в другую юрисдикцию. В связи с этим свидетели отмечают нарушения процедуры выборов в Приходской совет в последние годы».
20 марта 2006 года епископ Василий издал указ об удалении из состава приходского совета Лондонского кафедрального собора шести его членов, выступавших за более тесную связь Сурожской епархии с жизнью и практикой Русской православной церкви. Данное действие епископа Василия противоречило принятому на приходе порядку замещения членов Приходского совета.
24 апреля 2006 года обратился к патриарху Алексию II с просьбой отпустить его в юрисдикцию Константинопольского патриархата: «Я с горечью вынужден просить освободить меня от канонического подчинения Московскому Патриархату… События последних нескольких лет, как до, так и после смерти митрополита Антония, в конце концов убедили меня, что епархия, созданная им в Великобритании и Ирландии, теперь должна покинуть Московский Патриархат и стать епархией Вселенского Патриархата со статусом, аналогичным статусу Экзархата приходов русской традиции с центром в Париже». 2 мая, не дожидаясь ответа на письмо, разослал по епархии циркулярное письмо, в котором объявил о желании перейти в юрисдикцию Константинополя, выступая от имени всей епархии. В тот же день направил прошение патриарху Константинопольскому о принятии его в общение.
7 мая последовал ответ патриарха Московского и всея Руси Алексия II, где в том числе сказано: «Мы ожидали от Вас, Владыка, что Вы продолжите дело митрополита Антония. В этом заверял нас почивший иерарх, желая именно Вас видеть своим преемником. Это обстоятельство во многом определило решение Священного Синода о возложении на Вас обязанностей по управлению Сурожской епархией. И сами Вы неоднократно подтверждали Ваше желание продолжать дело Владыки Антония, преемственно следовать его линии и хранить ту же верность Матери-Церкви. Вам была дана возможность подтвердить эти намерения делом».
Ответ патриарха Алексия II был передан епископу Василию в тот же день перед литургией в Лондонском кафедральном соборе. Несмотря на просьбу воздержаться от объявления решения о своём переходе до прочтения письма, епископ Василий в тот же день объявил приходу о своём шаге. Он так и не принял предложение встретиться с патриархом и не дал ему письменного ответа. Узнав о письме в Константинополь и отказе епископа Василия отозвать его, патриарх Алексий взял назад своё предложение о встрече.
9 мая патриарх Алексий II своим указом освободил епископа Василия «от управления Сурожской епархией с увольнением на покой без права перехода в другую юрисдикцию до окончания разбора кризиса, возникшего в Сурожской епархии, специально назначенной комиссией» в составе архиепископа Корсунского Иннокентия (Васильева), который также назначался временно исполняющим обязанности управляющего Сурожской епархией; архиепископа Берлинского, Германского и Великобританского Марка (Арндта), иерарха РПЦЗ, которая на тот момент ещё не вступила в евхаристическое общение с Московским патриархатом; сотрудников ОВЦС протоиерея Николая Балашова и священника Михаила Дудко. Патриарший указ был зачитан в лондонском соборе 14 мая.
26 мая 2006 года комиссия приступила к работе. Несмотря на многократное приглашение, епископ Василий отказался встречаться с комиссией и призвал остальных этого не делать. Вместо этого он предпочёл излагать свои взгляды в интернете и других СМИ.

### Принятие в Константинопольский патриархат и урегулирование канонического статуса
8 июня 2006 года Синод Константинопольского патриархата единогласным решением принял епископа Василия в свою юрисдикцию с титулом епископа Амфипольского и назначил его викарием архиепископа Команского Гавриила (де Вильдера) — главы Западноевропейской архиепископии русских православных церквей.
9 июня 2006 года Совет Западноевропейской архиепископии, к которой был присоединён епископ Василий, провёл «чрезвычайное расширенное заседание», на котором полностью одобрил это решение: «Совет Архиепископии считает, что приём этих приходов является важным этапом как для жизни самого Экзархата, так и в целом — для развития Православия в Западной Европе. Прежде всего это решение позволяет восстановить историческую преемственность, поскольку вплоть до окончания Второй Мировой войны русский Успенский приход в Лондоне находился в юрисдикции митрополита Евлогия». Отмечалось, что «приходы и общины Великобританских островов будут устроены в лоне Экзархата в особое викариатство, yправление которым поручается Преосвященному епископу Амфипольскому Василию в качестве викария с широкими полномочиями в соответствии с постановлениями Московского Собора 1917—1918 гг. Эти постановления дают возможность открывать в границах уже существующей епархии викариатствa на правах полусамостоятельности».
Священный синод Русской православной церкви 12 июня того же года признал «деяние Священного Синода Константинопольского Патриархата о принятии в свою юрисдикцию Преосвященного епископа Василия без получения им отпускной грамоты и без предварительного уведомления Священноначалия Русской Православной Церкви канонически неправомочным». В связи с нарушением архиерейской присяги и правил Святых Апостолов 33, Карфагенского собора 32, Двукратного собора 15 — Священный синод Русской православной церкви постановил временно запретить епископа Василия в священнослужении впредь до его раскаяния или решения дела судом архиереев и призвал Священный синод Константинопольского патриархата к надлежащему каноническому урегулированию вопроса о епископе Василии. Кроме того, Священный синод Русской православной церкви сделал заявление, в котором отмечал, что «откровенно небратское по отношению к Русской Православной Церкви деяние Священного Синода Константинопольского Патриархата создает явную угрозу для единства Святых Божиих Церквей, подрывая канонические основы их взаимоотношений».
Епископ Василий проигнорировал наложенные на него прещения, и 16—18 июня 2006 года вместе с делегацией своего благочиния совершил визит в Париж, где совершил богослужения в Александро-Невском соборе и в Сергиевском храме.

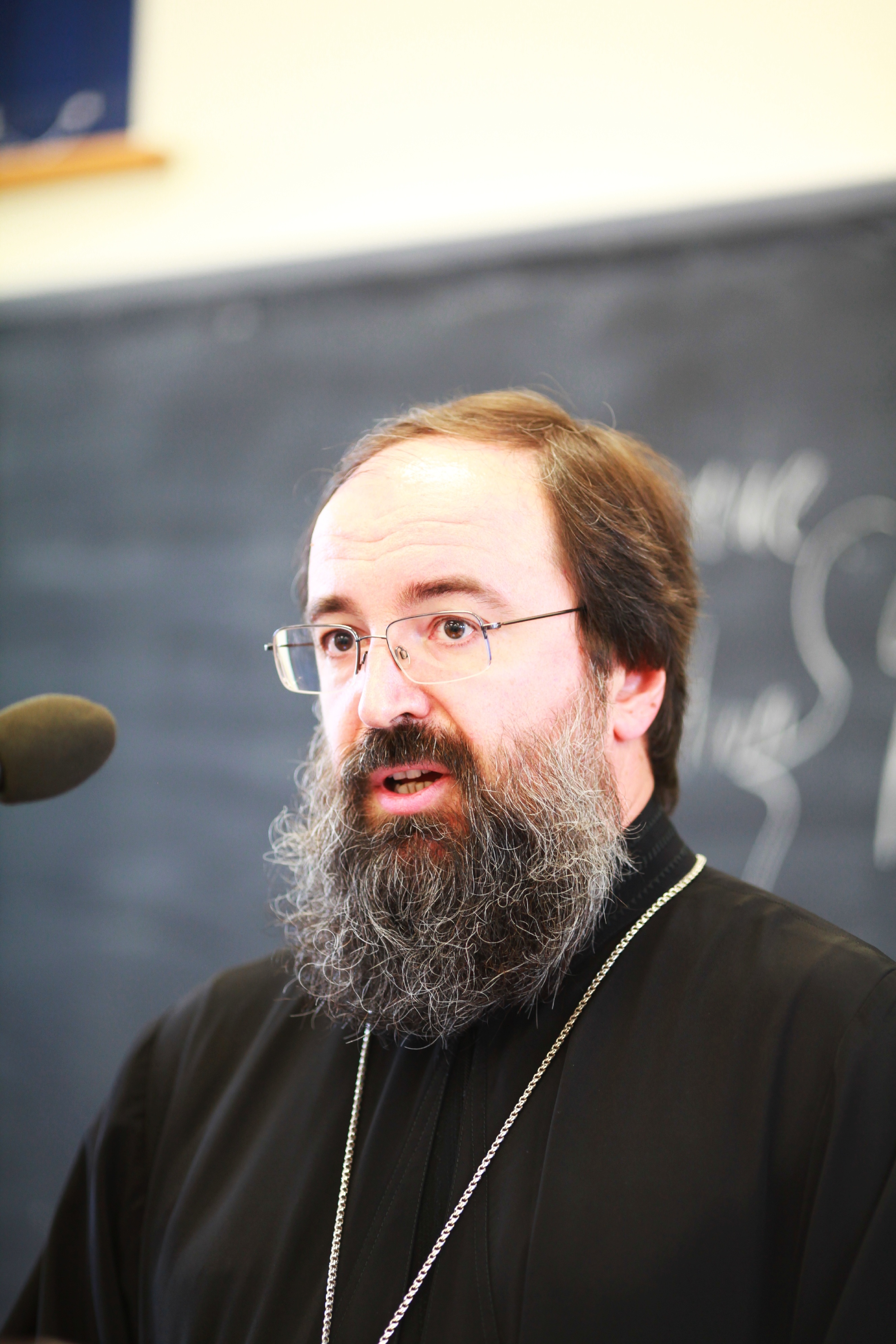
Архиепископ Елисей (Ганаба)

По словам епископа Елисея (Ганабы), запрет в священнослужении был временной мерой: «Синод приглашает епископа приехать в Москву и разъяснить свою позицию, и пока он этого не сделает, принятая мера останется в силе». Епископ Василий был приглашён на заседание Синода Русской православной церкви, состоявшееся 6 октября 2006 года, однако на него не явился, и Священный синод, констатировав, что епископ Василий повторно не явился на заседание, вновь вызвал его на следующее заседание, состоявшееся 26 декабря, которое вновь было проигнорировано епископом Василием. Епископ Василий подтвердил Би-би-си, что получил несколько приглашений из Москвы, но заявил, что «для меня было бы неправильным ехать в Москву в качестве члена Вселенского Патриархата в Константинополе, ведь теперь я принадлежу им».
После ухода епископа Василия в Константинопольский патриархат Благовещенский приход, который он долгое время возглавлял как настоятель, разделился надвое, причём когда его настоятель, священник Стивен Платт, намеревавшийся уйти вместе с епископом Василием, обратился к архиепископу Корсунскому Иннокентию с просьбой предоставить отпускную грамоту, епископ Василий, узнав об этом, уволил его с должности, обвинив его в «неблагонадёжности», заявив, что священник Стивен Платт «не может быть священником Благовещенского прихода, который находится под омофором архиепископа Гавриила» [де Вильдера], поскольку поведение отца Стивена «имеет тенденцию умалять власть епископата и было крайне опасным для викариатства». В результате Стивен Платт вместе с половиной своих прихожан основал Никольский приход в Оксфорде в юрисдикции Московского патриархата.
По оценкам нового руководства Сурожской епархии, за епископом Василием последовало около 30 % прихожан; сторонники епископа Василия называли цифру в 50 %. Разница была связана с тем, что не все прихожане официально зарегистрированы и поэтому могли быть не учтены при подсчёте. По словам Ирины фон Шлиппе, сторонницы епископа Василия, в числе сторонников епископа Василия были все три категории прихожан — коренные британцы, потомки эмигрантов и недавно прибывшие в Лондон. В числе противников епископа Василия тоже были представители трёх этих групп.
26 декабря того же года Священный синод Русской православной церкви постановил «отложить дальнейшее суждение по делу епископа Василия до завершения переговоров с представителями Константинопольского патриархата».
В январе 2007 года в результате переговоров между представителями Константинопольской патриархии и Московской патриархии последняя согласилась признать канонический статус епископа Василия в Константинопольском патриархате. В январе, как писала Русская служба Би-би-си, «конфликт в Сурожской епархии заметно поутих. А согласно Владыке Елисею, „и вовсе завершился“».
Результаты переговоров одобрены на заседании Синода Русской православной церкви, прошедшем 27 марта. Комментируя это решение, председатель ОВЦС митрополит Кирилл (Гундяев) 29 марта того же года отметил: «Канонический конфликт закончен, а человеческий, к сожалению, остаётся. Мы отпускаем епископа Василия. Теперь он будет законно представлять Константинопольскую Церковь. С ним можно будет сослужить».
16 мая 2007 года Священный синод специальным определением признал статус епископа Василия: «Учитывая пожелание, выраженное Святейшим Патриархом Константинопольским Варфоломеем, во избежание дальнейших соблазнов в среде православных верующих на Британских островах и ради мира церковного — снять наложенное на Преосвященного епископа Василия (Осборна) запрещение и предоставить ему отпускную грамоту для перехода в Константинопольский Патриархат».

### Служение в Константинопольском патриархате
За епископом Василием последовали десять священников и шесть диаконов: священники Александр Фостиропулос, Давид Жиль, Петрик Ходсон, Эдвин Хунт, Джон Ли, Джон Маркс, Петрик Редлей, Александр Уильямс, Никанор Уилкинс, Серафим Вантиннен-Ньютон, протодиакон Пeтр Скорер, диаконы Стефан Майковский, Джон Мюстер, Алексий Нестерюк, Ян Томсон и Ян Уалилс. Указом архиепископа Гавриила все они были причислены к клирy архиепископии в составе Викариатства Великобританских островов. 12 октября 2007 года решением Священного Синода Московского Патриархата им были предоставлены отпускные грамоты.
Уйдя из Московского Патриархата, покинул Успенский собор в Лондоне и стал служить в храме святого Петра в Лондоне, где настоятелем был священник Александр Фостиропулос. Туда же стали ходить многие единомысленные с ним миряне Успенского собора.
23 июня 2007 года в Лондоне под председательством епископа Василия состоялось общее собрание Викариатства Великобритании и Ирландии. В его работе приняли участие восемьдесят делегатов, клириков и мирян, представлявших семнадцать приходов и церковных общин викариатства. На собрании был одобрен текст гражданского устава викариатства, который был подан на регистрацию в органы британской власти. Прошли также выборы в совет попечителей. При этом, как отмечал епископ Сурожской Елисей (Ганаба), «представители нового образования — Амфипольского викариатства Константинопольского Патриархата, — удержавшие у себя трастовых попечителей, собрались на встречу и назвали ее Епархиальной ассамблеей Сурожской епархии. Примечательно, что во всех документах они обозначили дату собрания „по состоянию на май 2006 года“. Сделано это было для того, чтобы официально показать, что вся Сурожская епархия выразила желание выйти из Московского Патриархата и что якобы это состоялось до того, как епископ Василий раздал отпускные грамоты для перехода клириков в Константинопольский Патриархат. На этом собрании было объявлено, что все имущество Сурожской епархии должно перейти в руки Амфипольского викариатства Константинопольского Патриархата. Мы вынуждены были срочно предпринять ответные шаги. Вместе с духовенством и мирянами епархии мы буквально в тот же день провели Епархиальную ассамблею и сделали заявление, что представители Константинопольского Патриархата неправомочно выдают свое собрание за собрание Сурожской епархии <...> В течение нескольких месяцев Ассамблея Сурожской епархии и Приходской совет кафедрального собора трижды приглашали трастовых попечителей для разъяснений относительно происходящего с имуществом и банковскими счетами, к которым мы не имели доступа. Не получив ответ на наши приглашения, с целью возвращения юридических прав Сурожской епархии на своё имущество, представители нашей Епархиальной ассамблеи и Приходского совета собора обратились в суд».
С 29 января по 1 февраля 2008 года вместе с архиепископом Команским Гавриилом посетил резиденцию Константинпольского Патриархата в Стамбуле. В сентябре 2008 года вместе с группой верующих Викариатства Великобритании и Ирландии совершил паломничество в Стамбул и был принят патриархом Варфоломеем в резиденции на Фанаре. С 19 по 21 ноября того же года вновь посетил Фанар вместе с архиепископом Гавриилом.
5 июня 2009 года Верховный суд Англии и Уэльса подтвердил права Сурожской епархии на дальнейшее использование активов, в том числе Лондонский собор; таким образом, епископ Василий и его сторонники потерпели в имущественном споре полную неудачу. По словам епископа Елисея (Ганабы), «вся эта совокупность конфликтов» нанесла «большой моральный урон как той, так и другой стороне».

### Уход на покой и снятие сана
11 сентября 2009 года стало известно о том, что епископ Василий подаёт в отставку. В своем лондонском приходе он заявил, что покидает свой пост по состоянию здоровья. Кроме того, стало известно, что епископ Василий намерен покинуть Великобританию и переселиться во Францию. Официальное сообщение от епископа по внутренней электронной почте получили все священнослужители Западноевропейского экзархата русских приходов, к которому примкнули отколовшиеся клирики Сурожской епархии. По словам диакона Алексия Нестерюка, «это была официальная рассылка. В ней епископ Василий сообщил, что покидает свой пост, но причин не назвал. Он сообщил, что переселяется жить в Париж. В письме указывалось, что он уйдёт в отставку 28 ноября».
5 октября архиепископ Команский Гавриил официально сообщил, что Синод Константинопольской церкви удовлетворил прошение епископа Василия об уходе на покой; Амфипольское викариатство было преобразовано в благочиние непосредственно под омофором архиепископа Команского Гавриила.
Новый епископ Сурожский Елисей (Ганаба) в интервью, данном в начале 2010 года, отмечал: «И я, и наше духовенство искренне жалеем епископа Василия, для которого события его бегства в Константинополь и ухода от своей многочисленной сурожской паствы, а затем и объявление об уходе в „отставку“ — очередное бегство от примкнувших к нему немногочисленных соратников, на самом деле явились лишь следствием глубокой личной драмы, которую теперь всё сложнее и сложнее излечить».
Примерно в то же время Осборн подал прошение через архиепископа Команского Гавриила на имя Константинопольского Патриарха Варфоломея о снятии с него сана и монашества, «поскольку ему стало ясно, что для его блага ему необходим семейный очаг и возможность снова жениться». 12 февраля 2010 года Священный Синод Константинопольского Патриархата удовлетворил прошение епископа Василия и лишил его монашества и священного сана.
Известно об этом стало из послания архиепископа Гавриила от 20 февраля 2010 года: «Я должен проинформировать вас, что Священный Синод на прошлой неделе принял решение возвратить Епископа Василия в мирянское состояние <…> Мы потеряли епископа, это правда, но у нас остался брат, которого мы должны любить и поддерживать».